# Coresthetopsis arachne
Coresthetopsis arachne là một loài bọ cánh cứng trong họ Cerambycidae.